# Hesionura gracilis
Hesionura gracilis är en ringmaskart som beskrevs av Hartmann-Schröder 1991. Hesionura gracilis ingår i släktet Hesionura och familjen Phyllodocidae. Inga underarter finns listade i Catalogue of Life.